# Ptiliinae
Sous-famille
Les Ptiliinae sont la plus grande sous-famille de coléoptères à ailes de plumes (famille des Ptiliidae). Plus de 80 % des genres décrits de cette famille de ces minuscules coléoptères (0,3 à 1,2 mm) sont contenus dans cette sous-famille. Cependant, beaucoup plus de genres et d'espèces attendent une description.
Comme tous les membres de leur famille, ils sont généralement trouvés dans un large éventail d'habitats comme des matières organiques pourrissantes. La ponte consiste généralement en un seul œuf, très grand par rapport à la femelle adulte, parfois  aussi long que la moitié du coléoptère lui-même.

## Liste des tribus et genres
Cette sous-famille est répartie en différentes tribus : deux selon The Taxonomicon (3 janvier 2024), sept selon Paleobiology Database (3 janvier 2024) et huit selon ITIS (3 janvier 2024).
Selon ITIS (3 janvier 2024) :
- Acrotrichis Motschulsky, 1848
  - Chaska Darby, 2016
  - Chirostirca Johnson, 1985
  - Neotrichopteryx Deane, 1931
  - Petrotrichis Darby, 2015
  - Phytotelmatrichis Darby & Chaboo, 2016
  - Seminis Darby, 2016
  - Storicricha Johnson, 1988
- Cephaloplectini Sharp, 1883
  - Cephaloplectus Sharp, 1883
  - Eulimulodes Mann, 1926
  - Limulodes Matthews, A., 1867
  - Paralimulodes Bruch, 1919
  - Rodwayia Lea, 1907
- Discheramocephalini Grebennikov, V. V., 2009
  - Africoptilium Johnson, 1967
  - Americoptilium Darby, 2018
  - Cissidium Motschulsky, 1855
  - Dacrysoma Grebennikov, V. V., 2009
  - Discheramocephalus Johnson, 2007
  - Fenestellidium Grebennikov, V. V., 2009
  - †Kekveus Yamamoto, Grebennikov & Takahashi., 2018
  - Skidmorella Johnson, 1971
- Nanosellini Barber, 1924
  - Baranowskiella Sörensson, 1997
  - Cylindrosella Barber, 1924
  - Cylindroselloides Hall, 1999
  - Fijisella Hall, 1999
  - Fijiselloides Hall, 1999
  - Garicaphila Hall, 1999
  - Hydnosella Dybas, 1961
  - Isolumpia Deane, 1931
  - Limulosella Hall, 1999
  - Mikado Matthews, A., 1889
  - Nanosella Motschulsky, 1869
  - Nellosana Johnson, 1982
  - Nellosanoides Hall, 1999
  - Nepalumpia Hall, 1999
  - Paratuposa Deane, 1931
  - Phililumpia Hall, 1999
  - Porophila Dybas, 1956
  - Primorskiella Polilov, 2008
  - Scydosella Hall, 1999
  - Scydoselloides Hall, 1999
  - Sikhotelumpia Polilov, 2008
  - Suterina Dybas, 1981
  - Tasmangarica Hall, 1999
  - Throscidium Matthews, A., 1872
  - Throscoptilium Barber, 1924
  - Throscoptiloides Hall, 1999
  - Throscosana Hall, 1999
  - Ussurilumpia Polilov, 2008
  - Vitusella Hall, 1999
- Nephanini Portevin, 1929
- Ptenidiini Flach, C., 1889
  - Cochliarion Deane, 1930
  - Kimoda Johnson, 1985
  - Notoptenidium Johnson, 1982
  - Ptenidium Erichson, 1845
- Ptiliini Erichson, 1845
  - Actidium Matthews, A., 1868
  - Actinopteryx Matthews, A., 1872
  - Babrama Johnson, 2007
  - Bambara Vuillet, 1911
  - Cingulum Darby, 2021
  - Dipentium Johnson, 1982
  - Erro Darby, 2017
  - Euryptilium Matthews, A., 1872
  - Gomyella Johnson, 1985
  - Greensladella Johnson, 2007
  - Iloptila Darby, 2021
  - Kuschelidium Johnson, 1982
  - Malkinella Dybas, 1960
  - Micridium Motschulsky, 1869
  - Microptilium Matthews, A., 1872
  - Millidium Motschulsky, 1855
  - Muma Darby, 2021
  - Numa Darby, 2021
  - Oligella Motschulsky, 1869
  - Ptenidotonium Johnson, 1982
  - Ptiliodes Matthews, A., 1882
  - Ptiliola Haldeman, 1848
  - Ptiliolum Flach, C., 1888
  - Ptilium Gyllenhal, 1827
- Ptinellini Reitter, 1906
  - Astatopteryx Perris, 1862
  - Championella Matthews, A., 1884
  - Dybasina Lundgren, 1983
  - Leaduadicus Deane, 1930
  - Leptinla Johnson, 1985
  - Limulopteryx Hall, 2003
  - Myrmicotrichis Motschulsky, 1855
  - Nelloptodes Darby, 2019
  - Niptella Darby, 2019
  - Pterycodes Matthews, A., 1884
  - Pteryx Matthews, A., 1858
  - Ptinella Motschulsky, 1844
  - Ptinellodes Matthews, A., 1872
  - Pycnopteryx Dybas, 1955
  - Rioneta Johnson, 1975
  - Urotriainus Silvestri, 1946
  - Xenopteryx Dybas, 1961